# Hermann Lackner (Skilangläufer)
Hermann Lackner (* 26. März 1933 in Trofaiach) ist ein ehemaliger österreichischer Skilangläufer und Biathlet.
Lackner, der als Landwirt tätig war, belegte bei der Biathlon-Weltmeisterschaft 1959 in Courmayeur den 23. Platz im Einzel sowie den siebten Rang mit der Staffel und bei der Biathlon-Weltmeisterschaft 1961 in Umeå den 26. Platz im Einzel sowie den siebten Rang. Im Skilanglauf wurde er im Jahr 1958 bei den österreichischen Meisterschaften Zweiter über 30 km und kam bei seiner einzigen Teilnahme an Olympischen Winterspielen im Februar 1964 in Innsbruck auf den 48. Platz über 15 km.